# フェルディナント・ケラー
フェルディナント・ケラー（独: Ferdinand Keller、1842年8月2日 - 1922年7月8日）は、ドイツの歴史画、象徴主義派の画家。

## 生涯
フェルディナント・ケラーは、父がアマチュア油絵画家、兄が画家でイラストレーター、叔父が画家というアーティスト一家に育った。彼はカールスルーエで初等教育を受けた後、1857年に家族と共にブラジルへ移住した。そこで1862年まで、熱帯の豊かな自然の森を熱心にスケッチして過ごした。1863年にカールスルーエに戻り、美術アカデミーのヨハン・ヴィルヘルム・シルマーの下で風景画の、ハンス・カノンの下で人物画の教育を受けた。1863年から1867年にはローマに留学した。そして1867年の『フェリペ2世の死』で最初の成功を収めた。その後1868年までスイス、フランスを訪れた。その後1873年から1913年までにカールスルーエの美術アカデミーで教授を務めた。

## 作品
ケラーの作品にはブラジルの風景、寓話、歴史的な絵画や肖像画が含まれるが、王侯の肖像画が重要作品であった。『フェリペ2世の死』は1867年のリオデジャネイロ国際芸術博覧会で一等賞を獲得し、『ネロの下、燃える上がるローマ』は1873年にウィーン万国博覧会で金メダルを受賞した。ケラーは1876年に実施されたドレスデン新劇場のカーテン画のコンペティションの成功を通じて、より広く知られるようになった。

## その他の主要作品
- バーデン辺境伯ルートヴィヒ·ヴィルヘルムのスランカメンでのトルコに対する戦いの勝利（1691年） （1879年）
- レアンドロスの遺体を認めるヘーロー （1880年）
- 選帝侯ループレヒトの前のパラス·アテネの勝利の進行 （1886年、ハイデルベルク大学講堂）
- 勝利のヴィルヘルムの神格化 （1888年）
- 水の精たち （1893年）
- リオ・デ・ジャネイロの海岸風景
- バーデン大公フリードリヒの肖像 （1900年）
- 海辺の古代寺院
- ネプチューンの神殿
- ベックリンの墓 （1901年 - 1902年、カールスルーエ州立美術館）

## ギャラリー
- リオ・デ・ジャネイロの海岸風景
- ブラジルの海岸風景
- ブラジルの川の風景（1871年）
- 神格化されたヴィルヘルム皇帝（1871年）

- 王宮に運び入れられるクレオパトラ（1878年）
- フローラ（1883年、個人蔵）
- バーデン大公フリードリヒの肖像 （1900年）

## ケラーの教えた学生
- ロタール・フォン・ゼーバック（1853年 - 1930年）
- ペドロ・ヴァインゲルトナー（1853年 - 1929年）
- ルートヴィヒ・フォン・ホフマン（1861年 - 1945年）
- ハインリヒ・クレイ（1863年 - 1945年）
- ハンス・アム・エンデ（1864年 - 1918年）
- マックス・フライ（1874年 - 1944年）

## 参考資料
- Wikisource-logo.svg This article incorporates text from a publication now in the public domain: "Keller, Ferdinand". Encyclopedia Americana. 1920.
- Wikisource-logo.svg "Keller, Ferdinand. A German historical painter". New International Encyclopedia. 1905.
- Michael Koch: Ferdinand Keller, Karlsruhe (Verlag C.F. Müller) 1978 ISBN 3-7880-9618-7
- Richard Bellm: Keller, Ferdinand, in: Neue Deutsche Biographie (NDB), Band 11, Berlin 1977, S. 434 f.
- Leo Mülfarth: Kleines Lexikon Karlsruher Maler, 2. Auflage, Badenia-Verlag, Karlsruhe 1987 ISBN 3-7617-0250-7